# Газфонд
АО НПФ «Газфонд» — российский негосударственный пенсионный фонд, крупнейший в стране по размеру пенсионных резервов (на конец 2014 года — 36,8 % совокупных резервов негосударственных пенсионных фондов России). Полное наименование — Акционерное общество Негосударственный пенсионный фонд «Газфонд».
Центральный офис фонда расположен в Москве. Управляющая компания — ЗАО УК «Лидер», одним из крупнейших акционеров которой является НПФ «Газфонд». Президент — Юрий Николаевич Шамалов.

## История
Фонд основан в 1994 году. Акционирован в декабре 2018 года. В марте 2014 года был создан акционерный пенсионный фонд — ОАО «НПФ Газфонд пенсионные накопления», к которому перешли все права и обязанности по обязательному пенсионному страхованию.

## Деятельность
Фонд предлагает услуги по негосударственному пенсионному обеспечению. Управление пенсионными резервами фонда осуществляет управляющая компания ЗАО «Лидер».
Объём пенсионных резервов фонда на 30 сентября 2014 года составлял 323 млрд руб.
Рейтинговое агентство «Эксперт РА» в 2016 году присвоило «НПФ ГАЗФОНД пенсионные накопления» рейтинговую оценку A++. В 2017 году рейтинг был заменён на ruAAA и неизменно подтверждается на этом уровне каждый год (2018-2025).

## Акционеры
Учредителями выступили ПАО «Газпром», ОАО «Газпромбанк», ООО «Газпром добыча Уренгой», ООО «Газпром добыча Ямбург» и ООО «Газпром трансгаз Саратов», однако их доля во вкладе учредителей фонда составляет 41,7 %. В 2006 году несколько неназванных юридических лиц внесли 210 млн рублей во вклад учредителей «Газфонда», после чего их доля достигла 58,3 %. По версии журнала «Forbes», контроль над фондом имеют структуры миллиардера Юрия Ковальчука, ряд сотрудников которого теперь заседает в совете директоров.